# Asilus pubescens
Asilus pubescens là một loài ruồi trong họ Asilidae. Asilus pubescens được Gmelin miêu tả năm 1790. Loài này phân bố ở vùng Cổ Bắc giới.